# Ужгород (футбольний клуб)
Футбо́льний клуб «Ужгород» — український футбольний клуб з міста Ужгород Закарпатської області, заснований у 2015 році.

## Склад команди
Станом на 9 квітня 2025  року відповідно до офіційної заявки на сайті ПФЛ
| №  | Поз. | Нац.    | Гравець               |
| -- | ---- | ------- | --------------------- |
| 1  | ВР   | Україна | Олександр Постемський |
| 13 | ВР   | Україна | Ерік Гречка           |
| 99 | ВР   | Україна | Андрій Коцан          |
| 3  | ЗХ   | Україна | Юрій Вашкеба          |
| 4  | ЗХ   | Україна | Іван Вовкунович       |
| 6  | ЗХ   | Україна | Дмитро Антошин        |
| 14 | ЗХ   | Україна | Роберт Смокоровський  |
| 23 | ЗХ   | Україна | Євген Мукомела        |
| 25 | ЗХ   | Україна | Владислав Лушпінь     |
| 29 | ЗХ   | Україна | Максим Минайленко     |
| 30 | ЗХ   | Україна | Юрій Гаврилець        |
| 42 | ЗХ   | Україна | Олександр Савчук      |

| №  | Поз. | Нац.    | Гравець               |
| -- | ---- | ------- | --------------------- |
| 44 | ЗХ   | Україна | Іван Ільчук (капітан) |
| 8  | ПЗ   | Україна | Євгеній Волошин       |
| 10 | ПЗ   | Україна | Назар Попович         |
| 17 | ПЗ   | Україна | Максим Кічун          |
| 20 | ПЗ   | Україна | Дмитро Шух            |
| 33 | ПЗ   | Україна | Антоній Емере         |
| 69 | ПЗ   | Україна | Василь Цигак          |
| 70 | ПЗ   | Україна | Іван Мориляк          |
| 88 | ПЗ   | Україна | Дмитро Коваленко      |
| 7  | НП   | Україна | Олег Вишневський      |
| 95 | НП   | Україна | Богдан Степанов       |
| 97 | НП   | Україна | Назарій Богомаз       |

## Статистика виступів у професіоналах
| Сезон                      | Ліга      | Місце    | І  | В  | Н  | П  | ГЗ  | ГП  | О   | Кубок України | Примітки   |
| -------------------------- | --------- | -------- | -- | -- | -- | -- | --- | --- | --- | ------------- | ---------- |
| 2019/20                    | Друга «А» | 10 з 11  | 20 | 5  | 4  | 11 | 19  | 36  | 19  | 1/64 фіналу   |            |
| 2020/21                    | Друга «А» | 2 з 13 / | 24 | 17 | 4  | 3  | 50  | 23  | 55  | 1/32 фіналу   | Підвищення |
| 2021/22                    | Перша     | 15 з 16  | 20 | 4  | 4  | 12 | 16  | 40  | 16  | 1/64 фіналу   | Знявся     |
| Не брав участі у змаганнях |           |          |    |    |    |    |     |     |     |               |            |
| 2024/25                    | Друга «А» | 6 з 10   | 18 | 7  | 5  | 6  | 26  | 25  | 26  | 1/64 фіналу   |            |
| Усього                     | Усього    | Усього   | 82 | 33 | 17 | 32 | 111 | 124 | 106 |               |            |

## Досягнення
- Друга ліга чемпіонату України:

 Бронзовий призер: 2020/21.
- Чемпіонат Закарпатської області:

 Переможець: 2015, 2016.
 Бронзовий призер: 2018.
- Кубок Закарпатської області:

 Переможець: 2015, 2016.